# Stiliga Agusta
För filmen från 1946, se Stiliga Augusta.
Stiliga Agusta är ett folklustspel i fyra akter av Gustaf af Geijerstam.

## Uppsättningar
Pjäsen hade premiär på Södra Teatern den 18 januari 1901 och blev stor succé. Titelrollen spelades av Maria Johansson och övriga större roller av Helfrid Lambert, Virginie Wilhelmina Strandberg, Constance Gottschalck, Victor Lundberg, Oscar Eliason, Oscar Byström, Gunnar Klintberg, Knut Lambert. Dekorerna skapades av Carl Grabow.
Senare samma år spelades pjäsen i landsorten, nu med Svea Textorius i huvudrollen och Oskar Textorius som portvakten.
Stiliga Agusta spelades även på Folkets hus teater i Stockholm 1909 med Lizzie Sondell som Agusta.

## Roller
- Agusta, tjänar i bättre hus
- Hanna, tjänar också i bättre hus
- Ellen, tjänar hos portvakten
- Albert Rylander, bokhållaren i specerihandeln
- Emil Carlsson, murare
- Gamla Fia, kallad "Kattan"
- Hjälphustrun
- Anton Berggren, specerihandlaren
- Doktor John Sommar, läkare
- Marta, hans hustru
- Ingenjör Ernst Bjarne, vän i huset
- En herre
- Tre stadsbud

## Handling
Akt 1
Köket hos doktor John Sommar och hans hustru Marta på Östermalm, ett ungt par som vill att deras anställda ska känna sig som en del i familjen.
Hembiträdet Hanna har blivit påkommen med att stjäla mat och öl och använda Martas kläder utan lov och har fått sparken. John och Marta lovar varandra att nästa hembiträde ska de behandla strängare så att hon inte utnyttjar dem på samma sätt som de tidigare. Strax anländer det nya hembiträdet Agusta, en till synes oskuldsfull och ärliga flicka från landet. Genast erkänner hon att hon har ljugit, hon har inget betyg. Det här är hennes första anställning. Hon har nämligen rymt hemifrån. Hennes far har bestämt att hon ska gifta sig med en rik gammal bonde och då packade Agusta sina ägodelar och for till Stockholm. Marta förlåter henne för denna vita lögn och lovar att Agusta ska få stanna.
Så snart Agusta blir lämnad ensam ändras hennes attityd och hon visar sig vara inte så oskuldsfull som hon utgett sig för. Strax kommer Hanna tillbaka för att hämta sin spegel som hon har glömt kvar. Agusta förhör sig om herrskapets vanor. Efter en stund knackar det på dörren och bokhållaren Albert Rylander kommer in för att få sina räkningar betalda. Det visar sig att Agusta och Rylander tidigare har haft ett förhållande, där Agusta utnyttjade Rylanders godhet. Samtidigt hade hon dessuton ett förhållande med muraren Carlsson. Rylander blev påkommen med att stjäla pengar för att kunna bjuda Agusta på nöjen. Rylander hamnade på Långholmen och Agusta flyttade till en annan del av Stockholm. Nu när de av en slump möts igen berättar Rylander att han fortfarande älskar Agusta, trots tidigare händelser. Han lovar att köpa en byrå åt henne, då hennes gamla har blivit beslagtagen eftersom hon inte klarade av avbetalningarna på den. Agusta lovar att han får komma upp och hälsa på varje gång hon har satt en papperslapp i nyckelhålet.
John och Marta kommer tillbaka och Agusta berättar att hon har haft besök av Hanna, som under sken av att ha glömt sin spegel kommit tillbaka för att svartmåla herrskapet. Agusta säger att hon inte ville lyssna, utan körde Hanna på porten. John och Marta blir glada och känner att de äntligen har fått ett hembiträde de kan lita på.
Akt två
Två månader senare, doktorns väntrum.
Rylander har kommit till doktorn under förespegling av att vara sjuk. Egentligen är han där för att få träffa Agusta. Han berättar för henne att han har gråtit sig till sömns varje kväll, då hon inte en enda kväll har satt papperslappen i nyckelhålet. Augusta lovar att hon ska sätta en papperslapp i nyckelhålet samma kväll. Så snart Rylander har gått in till doktorn öppnar hon fönstret för Carlsson, som arbetar med fasaden utanför. Hon kysser honom och lovar att han snart ska få komma in om han bara väntar lite. 
Agusta berättar skrattande för Marta att den efterhängsne Rylander är inne hos doktorn. John kommer strax ut och berättar om den besynnerlige Rylander som inte kunde komma ihåg var han var sjuk. Meda Agusta går och hämtar Johns rock pratar John och Marta om hur lätt deras liv har blivit sedan Agusta kommit in i deras liv. Hon gör två personers arbete och hon har fått ner matutgifterna rejält. Marta säger att hon tänker skriva ett brev till Agustas mor och berätta hur mycket de uppskattar henne. 
Agusta kommer in och berättar att en fru Carlsson står utanför och vill tala med Marta. 
Fru Carlsson är herrskapets hjälphustru som kommit för att fråga om de varit missnöjda med henne, då de inte har använt hennes tjänster på länge. Fru Carlsson beklagar sig över att hon inte har några pengar då hennes make inte vill ge henne något av sin lön och när hon försöker prata med honom om det slår han henne. Marta ger henne lite pengar och mat och lovar att Agusta ska få gå över med mer nästa dag. 
John kommer tillbaka och överraskar Marta med att de ska gå ut och äta middag. Återigen knackar Carlsson på fönstret och vill komma in, men blir utslängd av John. För att inga misstankar ska falla på henne säger Agusta att byggarna brukar sjunga för henne och komma med skamliga förslag när de tror att herrskapet inget ser. När herrskapet har gett sig av släpper Agusta slutligen in Carlsson. Carlsson är svartsjuk på Rylander och vill att Agusta inte ska träffa honom mer. De blir påkomna av portvakten Andersson, och för att han inte ska avslöja något för herrskapet bjuder han dem båda på portvin. Agusta skryter om hur hon sköter hushållet och hur den stilige doktorn ger henne komplimanger. Ilsken av svartsjuka slår Carlsson näven i bordet och säger att han lika gärna kan gå hem till fru och barn, något som Agusta inte känt till att han hade. Andersson säger att det nog bara var något som Carlsson sa för att göra Agusta svartsjuk. Andersson erkänner sin kärlek till Agusta och friar till Agusta. Hon tackar nej men säger åt Andersson att följa med ner i köket så ska hon bjuda på mat.
Strax ringer det på dörrklockan och Augusta släpper in Rylander, upprörd över att Agusta återigen har ljugit för honom. I samma stund återvänder herrskapet och får se Rylander stå vid det öppna fönstret. Agusta säger att Rylander förföljer henne och att han nu försökt bryta sig in genom fönstret, men att hon själv är oskyldig. Rylander försöker förklara hur det ligger till mellan dem, att de har haft ett förhållande i flera år och att han har betalat både klänningen som Agusta har på sig och den nya byrån som står i pigkammaren. Herrskapet tror inte på honom, då de "vet" att både klänning och byrå har bekostats av Agustas gamla mamma. Rylander kastas ut och John bestämmer sig för att nästa morgon gå till Rylanders chef och få honom avskedad.
Akt tre
Några dagar senare, doktorns väntrum.
Rylanders chef, specerihandlare Berggren, kommer till doktorn för att förhöra sig om allt verkligen har gått till som doktorn sagt, då Rylander verkade trovärdig när Berggren förhörde honom. Agusta svär att hon inte kände Rylander och att hon inte släppt in honom. Berggren berättar att Rylander har försvunnit och bara efterlämnat ett brev där han svär på sin oskuld. 
Herrskapets vän, ingenjör Ernst Bjarne, håller med Berggren om att John inte borde ha kastat ut Rylander. Bjarne är på besök i Stockholm från sitt sågverk på landsbygden. Herrskapet beundrar Bjarne som har så många anställda vars lycka beror på honom. Bjarne förklarar att det inte är så lätt att göra gott, då man aldrig kan veta resultatet av sina ansträngningar. Han påminner John och Marta om att de på två år har haft fem hembiträden som alla utnyttjat deras godhet. Han litar heller inte på Agustas historier om sin bakgrund. Han ifrågasätter också att det har tagit så lång tid för Agustas föräldrar att svara på brevet som Marta skickade för en vecka sedan. Han slår vad om att det inte kommer att komma något svar. I samma stund kommer Agusta in med ett brev från sin mor. Bjarne erkänner sig besegrad, men när John lämnar rummet berättar han att han inte är övertygad om brevets sanningshalt. Trots det ska han betala sitt vad, en middag, redan samma kväll. 
När herrskapet och John har gett sig iväg släpper Agusta in Carlsson från köket. Hon har bett Carlsson gifta sig med henne, vilket han inte är nödvändigt. Då återvänder Bjarne och överraskar paret, till synes för att hämta Martas teaterkikare, som hon glömt. Augsta försöker lugna Carlsson med att hon kommer att säga till herrskapet att hon bjöd in honom för att han frös och det var därför hon bjöd honom på en konjak. Hon erkänner för honom att hon ljuger och stjäl. 
Carlsson hör buller i köket och blir nervös igen. Agusta lugnar honom med att det är hjälphustrun som har hand om disken, men att de kanske ska bjuda henne på ett glas också så att hon inte skvallrar för herrskapet. När fru Carlsson får se Carlsson berättar hon att det där är hennes man och hur han behandlar henne. Hon får honom att ge henne några pengar och hon går ut. Carlsson försöker urskulda sig för Agusta och lovar att han ska skilja sig från henne, men Agusta kastar ut honom. 
Fjärde akten
Köket.
Carlsson har tillsammans med sin fru stått utanför porten i flera dagar och väntat på Agusta, vilket hon inte bryr sig om. Anderssons dotter Ellen berättar för Agusta att det varit en gammal kvinna där som frågat efter Agusta. Agusta säger att om kvinnan återkommer ska Ellen säga att hon har flyttat därifrån. Hon packar ihop alla presenter hon fått av Carlsson, inklusive hans fotografi som hon sticker ut ögonen på, och ber Ellen lämna över det till honom. 
Det knackar på dörren och herrskapet släpper in Rylander. Han har blivit frälst och gått in vid Frälsningsarmén. Nu har han återkommit för att förlåta Agusta för vad hon gjort mot honom. Han förlåter också John för att denne slängde ut honom. Annars hade han inte blivit avskedad och funnit Gud. Dessutom vill han överlämna ett papper till Agusta. John snappar åt sig det och ser att det är ett avbetalningsbrev gällande byrån. Han förstår att Agusta har ljugit för dem. Han bestämmer sig för att gå ner till Andersson och fråga vad han vet, men innan han hinner gå hörs bråk utanför. Det är Andersson som försöker förhindra Gamla Fia att komma in. Fia är en gammal sliten kvinna med en brännvinsflaska i fickan. Hon berättar att hon är Agustas mor och att Agusta tidigare har varit prostituerad. 
När Marta blir ensam med Agusta frågar hon om sanningen och Agusta erkänner att hon har ljugit om allting. Fia är verkligen hennes mor och fadern har hon aldrig träffat. Brevet hon visade upp hade hon skrivit själv. Hon gjorde vad hon har gjort för att komma fram i världen, för annars hade hon inte haft det bättre än sin mor. Marta går gråtande därifrån.
Andersson har stått utanför dörren och tjuvlyssnat. Han upprepar nu sitt frieri till Agusta och hon förstår att det är ett bra erbjudande. Doktorn kommer in för att se till att Agusta ger sig av och får veta att hon inte kommer att flytta så långt. Hon tillägger att om Marta bara behandlat henne strängare hade det här aldrig inträffat. 
Bjarne kommer tillbaka och får höra allt som har hänt. Marta lovar att nästa hembiträde ska hon vara hård mot, och Bjarne säger att om hon är det så kommer han att läxa upp dem från andra hållet också.